# Hengstparade (Marbach)

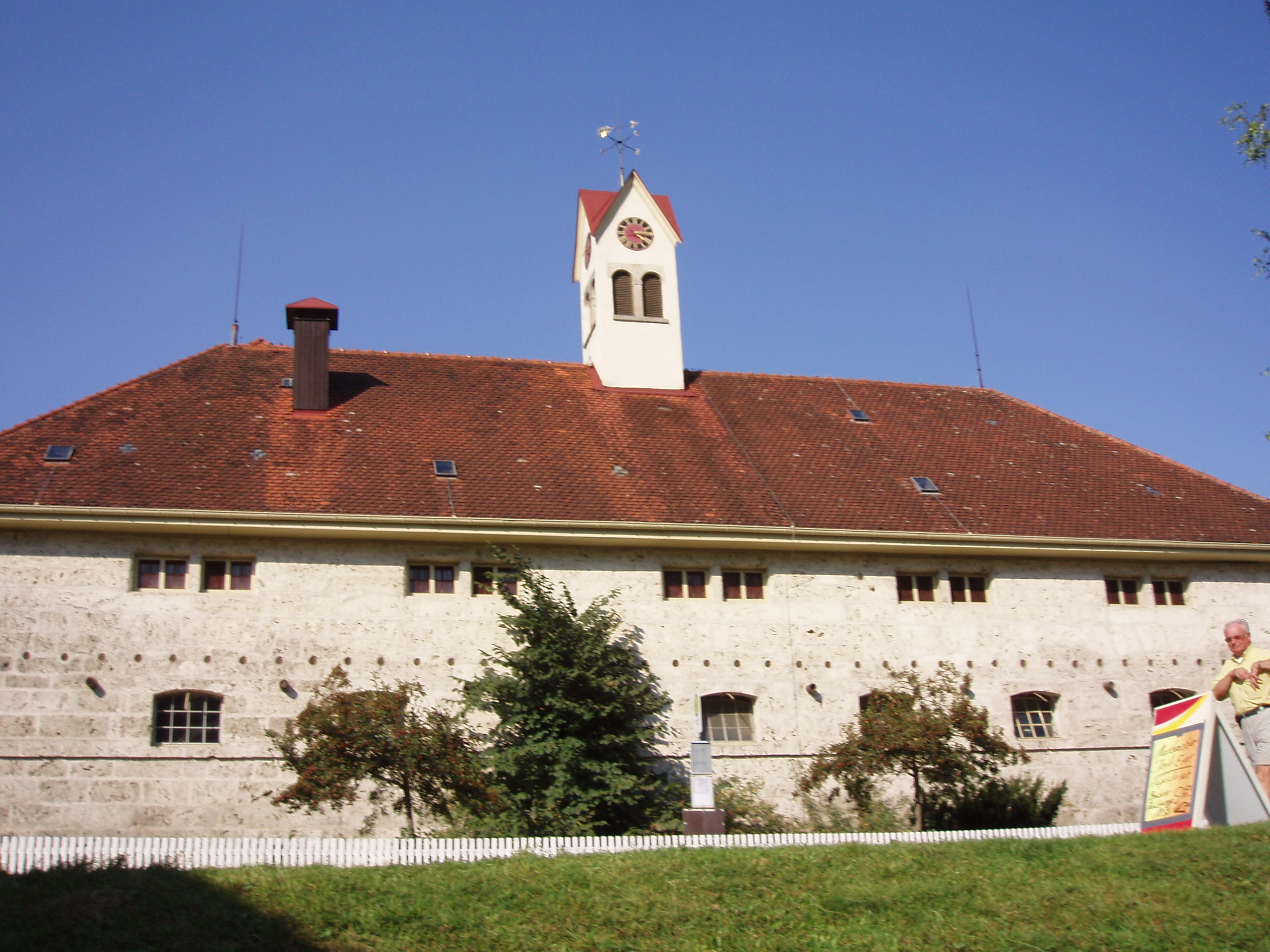
Haupt- und Landgestüt Marbach

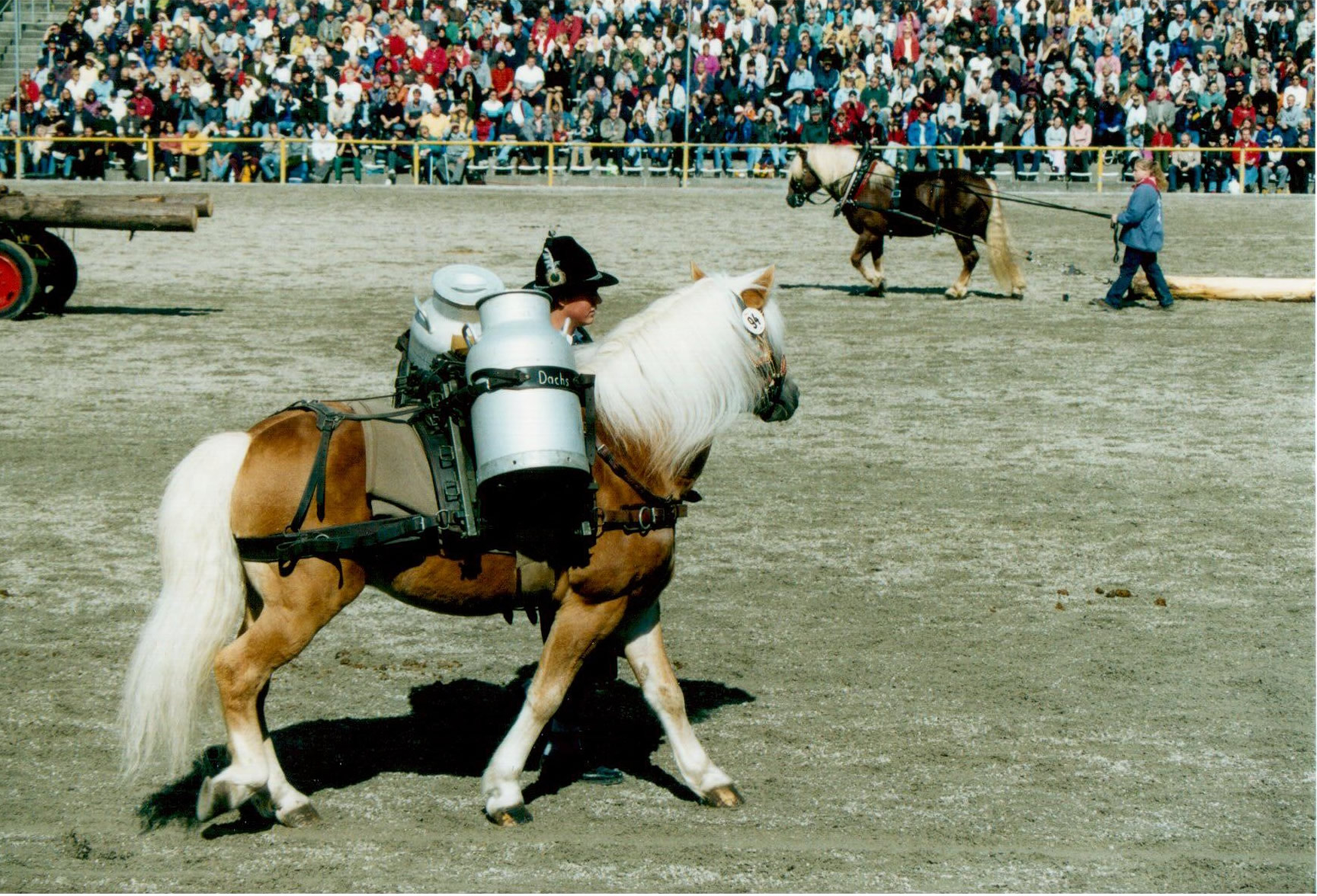
Hengstparade, Schwarzwälder Kaltblut, 2012

Die Hengstparade im Haupt- und Landgestüt Marbach ist eine jährliche Veranstaltung an zwei Wochenenden zwischen September und Oktober, außer in den Jahren, in denen das Landwirtschaftliche Haupfest in Stuttgart stattfindet. Bei drei rund vierstündigen Vorführungen werden Hengste und Stuten verschiedener Rassen präsentiert, ergänzend werden hippologische Vortragsveranstaltungen angeboten. Seit Jahrzehnten besuchen jedes Jahr rund 30.000 Pferdefreunde die Hengstparade des international bekannten Gestüts auf der Mittleren Schwäbischen Alb. Moderator ist Jan Tönjes.

## Geschichte
Erstmals fand eine Vorführung der Hengste im Winter des Jahres 1925 im Gestütshof Offenhausen statt. 1950 wurde die „Vorführung der Hengste“ an die heutige Landesreitschule nahe dem Gestütsgasthof Marbach verlegt. Im Jahr 1958 wurde die Veranstaltung, die nun auf dem Paradeplatz stattfand, in den Herbst gelegt.
2008 wurde mit der Schweiz erstmals ein Partnerland eingeladen, das mit dem Schweizer Nationalgestüt Avenches und dem Fahrsportkünstler Daniel Würgler teilgenommen hat. Unter anderem gab es eine Diskussion über die Zukunft des Pferdesports in Baden-Württemberg mit dem ehemaligen Springreiter Hans Günter Winkler, Gerhard Ziegler, dem Präsidenten des Pferdesportverbandes Baden-Württemberg, und Manfred Raichle von der Landeskommission für Pferdeleistungsprüfungen.
2009 nahmen an der Hengstparade unter anderem der berittene Fanfarenzug des ungarischen Nationalgestüts Bábolna und Bíro Gabor sowie Kürti Péter mit ihrer Reitertruppe aus der ungarischen Puszta teil. An der Expertendiskussion nahmen der Reitmeister Martin Plewa und die Olympiateilnehmerin Annette Wyrwoll teil. Der Spielwarenhersteller Schleich brachte zur Hengstparade eine limitierte Sonderedition eines Schwarzwälder Kaltbluthengstes in Miniaturformat auf den Markt. Der Pferdesportverband Baden-Württemberg hatte Persönliche Mitglieder (PM) der Deutschen Reiterlichen Vereinigung (FN) eingeladen. Der niederländische Hippologe Jac Remijnse beteiligte sich mit einem Vortrag über Pferdezucht.
Im Jahr 2019 war Spanien das Gastland. Reiter der Córdoba Ecuestre aus den Königlichen Reitställen Andalusiens zeigten mehrere Schaunummern. Beim Speedtrail and Drive bestritten Teams aus Reitern und Gespannfahrern einen Wettkampf. Weitere Programmpunkte waren die römischen Streitwagen und Choreografien mit Gespannen aus diversen Gestüten. Wie in den Jahren zuvor galoppierte die „silberne Herde“ frei durch die Arena. Weitere Höhepunkte waren die jährlich aufgeführten Spring- und Dressurquadrillen.